# Catalogo Sharpless

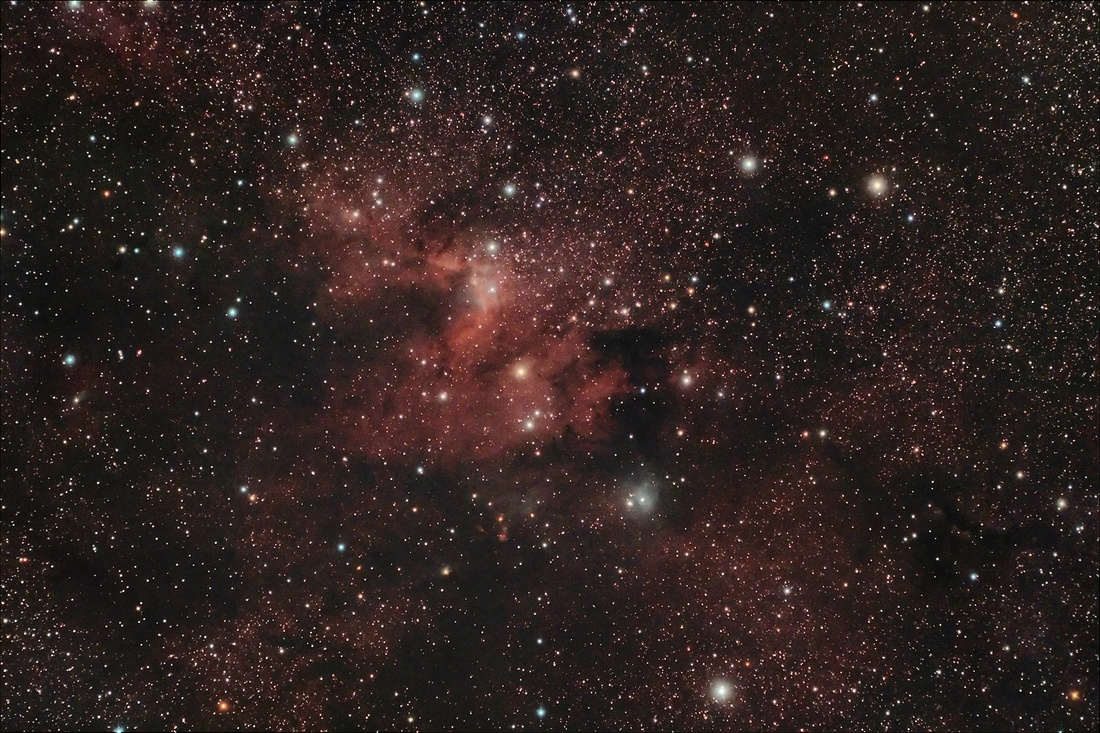
Sh2-155, una nebulosa nella costellazione di Cefeo.

In astronomia, il Catalogo Sharpless è un catalogo astronomico che conta 313 regioni H II (nebulose ad emissione); intende essere un catalogo completo di tutte le nebulose della Via Lattea poste a nord di 27° di declinazione sud, sebbene includa comunque alcuni oggetti posti più a sud, anche se in numero esiguo. Per le nebulose dell'emisfero sud esiste il Catalogo di Gum. La versione finale del Catalogo Sharpless fu pubblicata dall'astronomo americano Stewart Sharpless, nel 1959.
La sigla utilizzata nelle carte celesti per gli oggetti di questo catalogo è Sh2 (o anche Sh-2) seguita dal numero dell'oggetto; tuttavia, poiché come spesso accade, molti oggetti hanno più designazioni, si tende a indicare il numero del Catalogo Sharpless solo in mancanza di alcuni cataloghi meglio noti, come il Catalogo di Messier (M), il New General Catalogue (NGC) o l'Index Catalogue (IC).
Uno degli oggetti più famosi che viene riportato nelle carte celesti con un numero del Catalogo Sharpless è Sh-2 155, una nebulosa osservabile nella costellazione di Cefeo.
In rari casi, il catalogo comprende delle nebulose planetarie: uno degli esempi più noti è quello di Abell 31, nel Cancro, che riporta anche la sigla Sh2-290.